# Cyclops kozminskii
Cyclops kozminskii – gatunek widłonoga z rodziny Cyclopidae. Opisał go w 1942 roku szwedzki zoolog Knut Lindberg. Miejsce typowe to rów z wodą deszczową w Lahidżanie (ostan Gilan w Iranie); holotypową samicę odłowiono tam w październiku 1939 roku. Gatunek został nazwany na cześć polskiego hydrobiologa Zygmunta Koźmińskiego.